# Murakami (Niigata)
Murakami (jap. 村上市, -shi) ist eine Stadt in der Präfektur Niigata auf Honshū, der Hauptinsel von Japan.

## Geographie
Murakami liegt südlich von Tsuruoka und nordöstlich von Niigata am Japanischen Meer.

## Geschichte
Murakami ist eine alte Burgstadt, auf deren Burg Murakami zuletzt ein Zweig des Naitō-Klans auf der Burg Murakami residierte.
Die kreisfreie Gemeinde entstand am 31. März 1954 aus der Zusammenlegung der kreisangehörigen Städte (machi) Murakami (村上町), Iwafune (岩船町), Senami (瀬波町) und Dörfer (mura) Saberi (山辺里村) und Kamikaifu (上海府村) aus dem Landkreis Iwafune. Zum 1. April 2008 wurden Arakawa (荒川町), Sampoku (山北町), Kamihayashi (神林村) und Asahi (朝日村) aus demselben Landkreis eingemeindet.

## Verkehr
- Straße:
  - Nationalstraße 7
  - Nationalstraßen 290, 345
- Zug:
  - JR Uetsu-Hauptlinie
  - JR Yonesaka-Linie

## Angrenzende Städte und Gemeinden

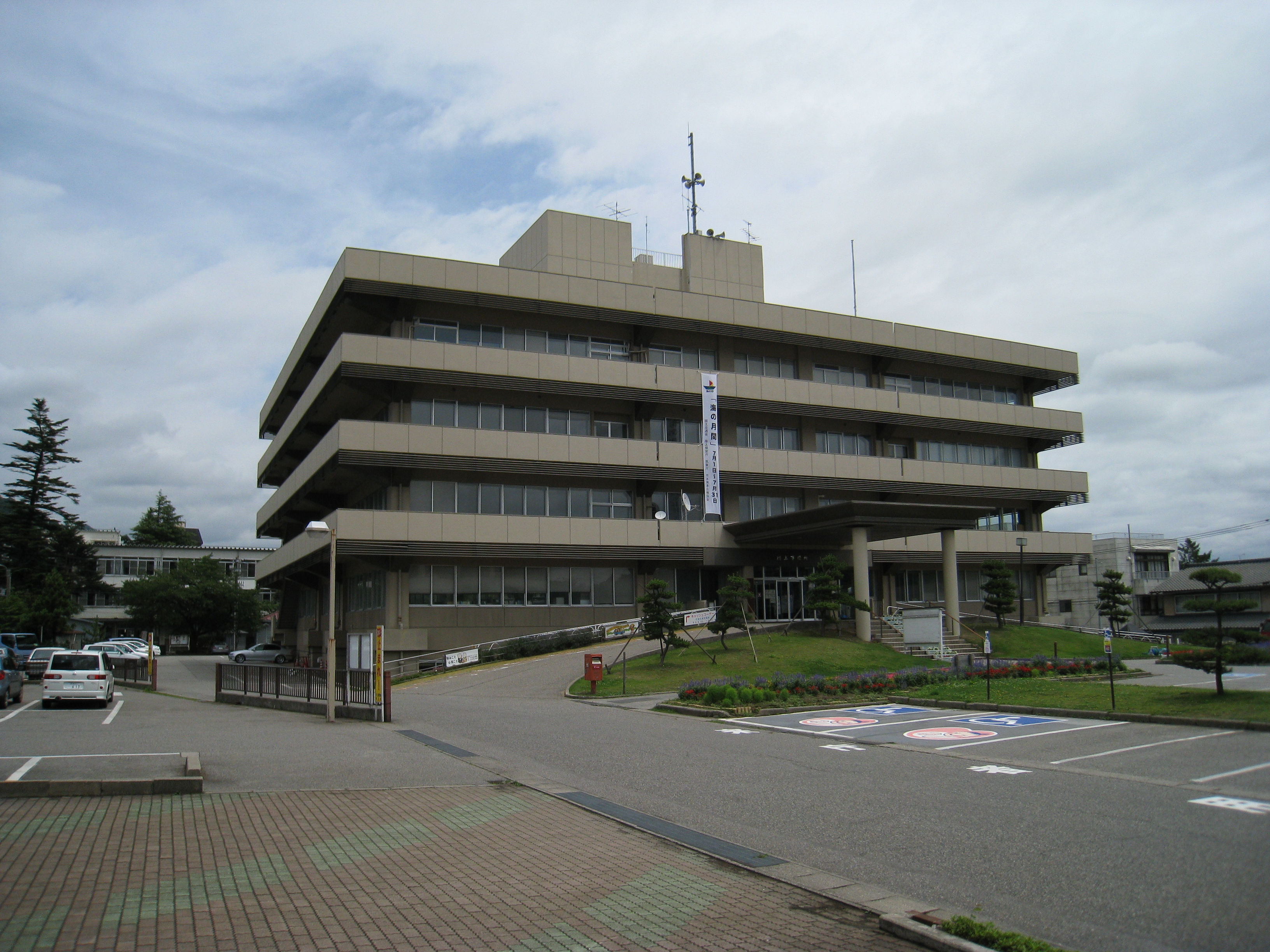
Rathaus

- Präfektur Niigata
  - Tainai
  - Sekikawa
- Präfektur Yamagata
  - Tsuruoka
  - Oguni
  - Nishikawa

## Persönlichkeiten
- Shion Homma (* 2000), Fußballspieler